# Cave canem

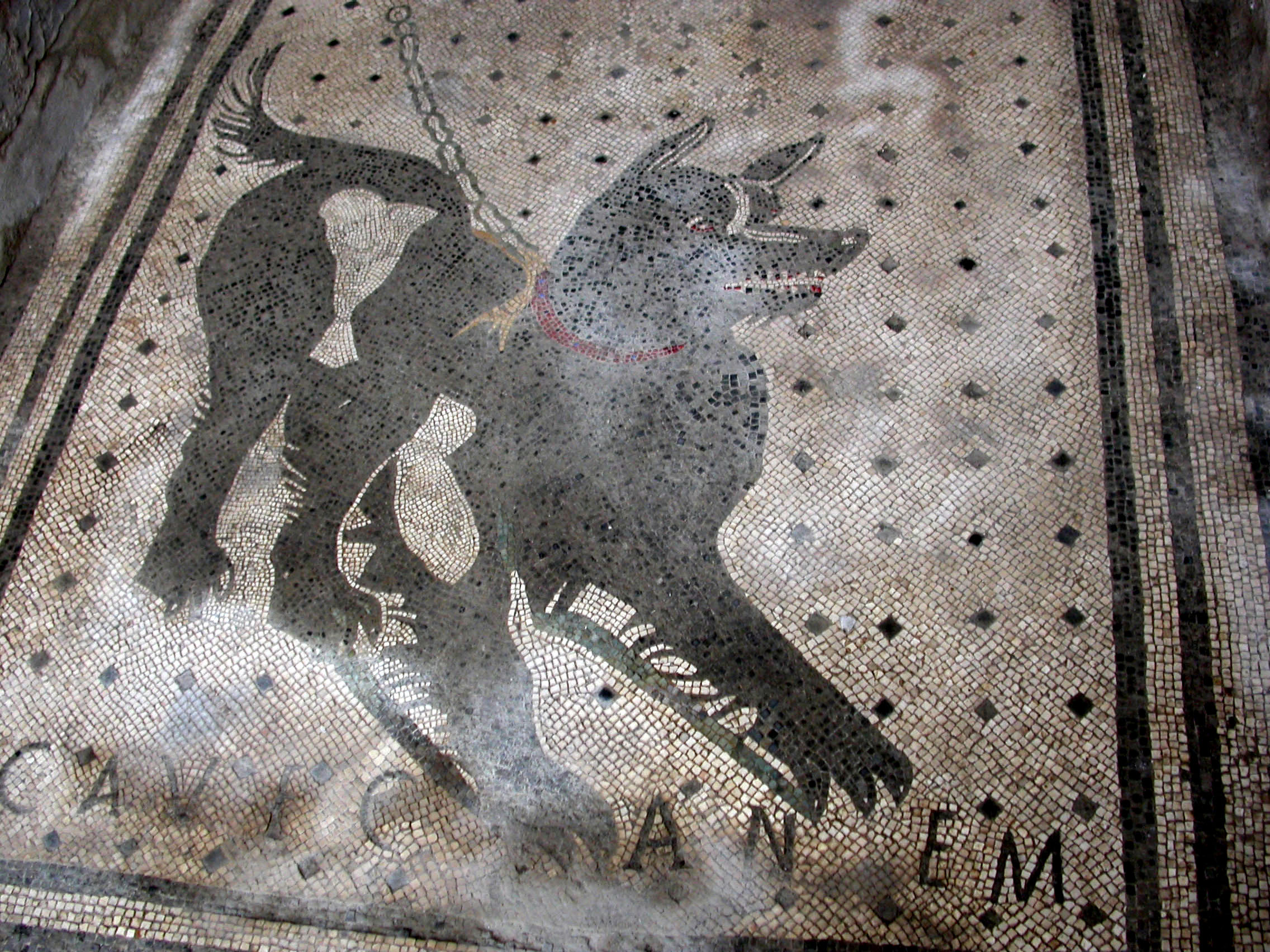
Cave canem na entrada de uma vila em Pompeia

Cave canem (em latim, "tenha cuidado com o cão") é uma inscrição que havia na entrada de algumas casas ou vilas romanas, gravada num mosaico contendo a figura de um cão (provavelmente um molossus ou um canis pugnax) acorrentado. Servia para alertar sobre a presença de um cão de guarda, mesmo que muitas vezes fosse apenas um blefe para desestimular a invasão de pessoas mal intencionadas. Um mosaico muito conhecido é encontrado na Casa di Orfeo e é mantido pelo Museu Arqueológico Nacional de Nápoles.

## Galeria

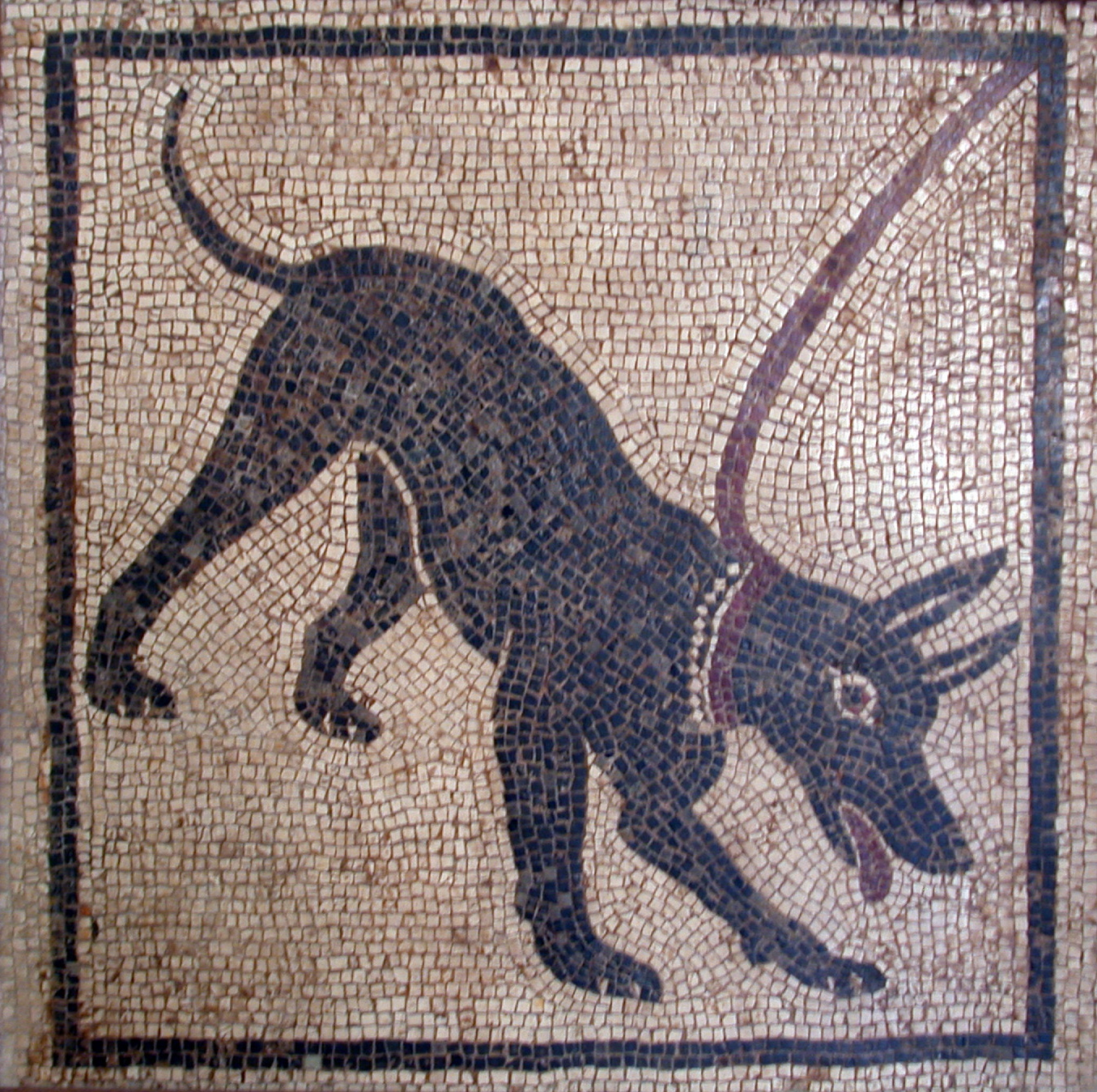
Mosaico cave canem. Museu arqueológico de Nápoles. Casa di Orfeo
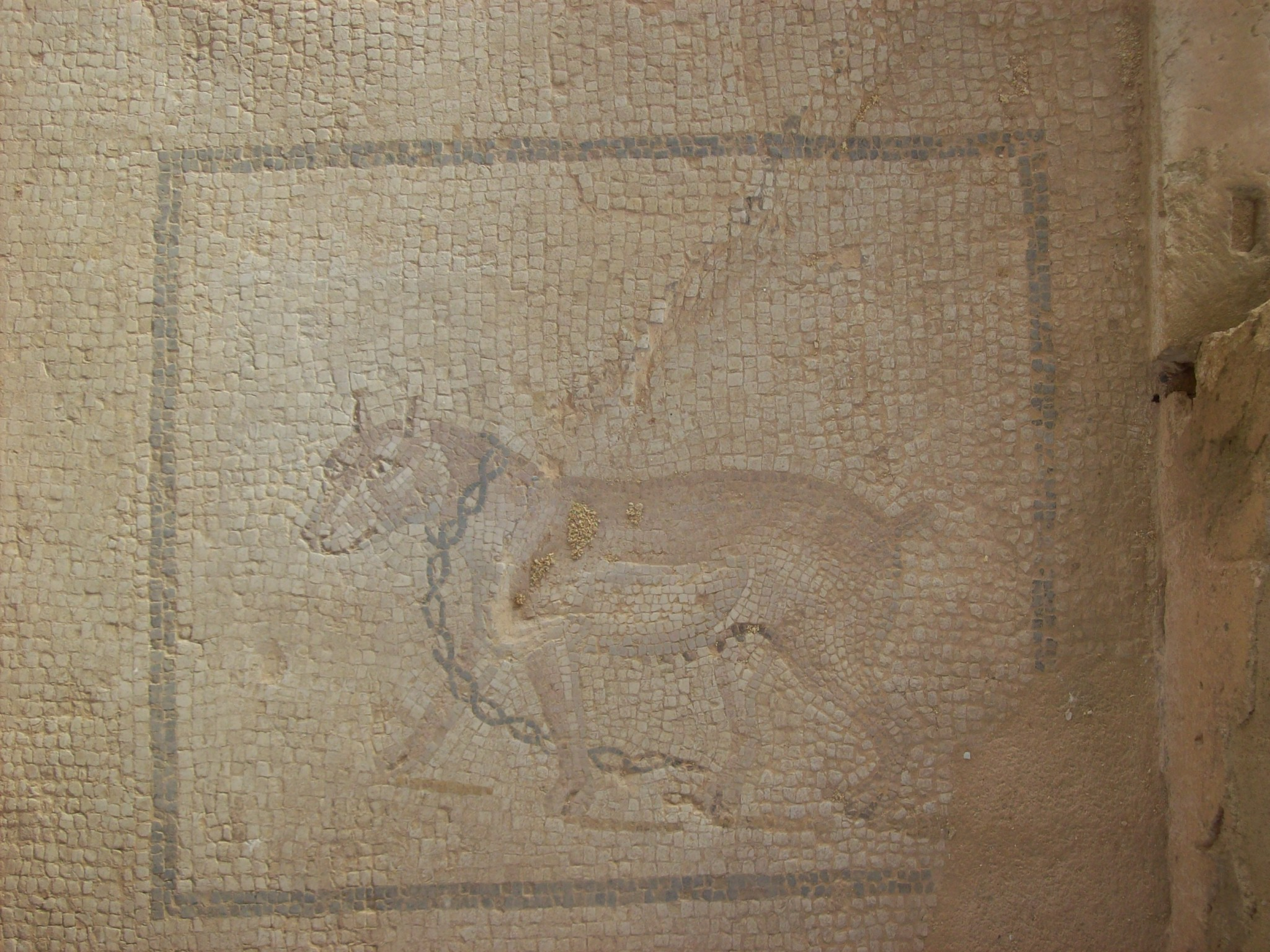
Mosaico cave canem. Parque Arqueológico de Marsala, Sicília
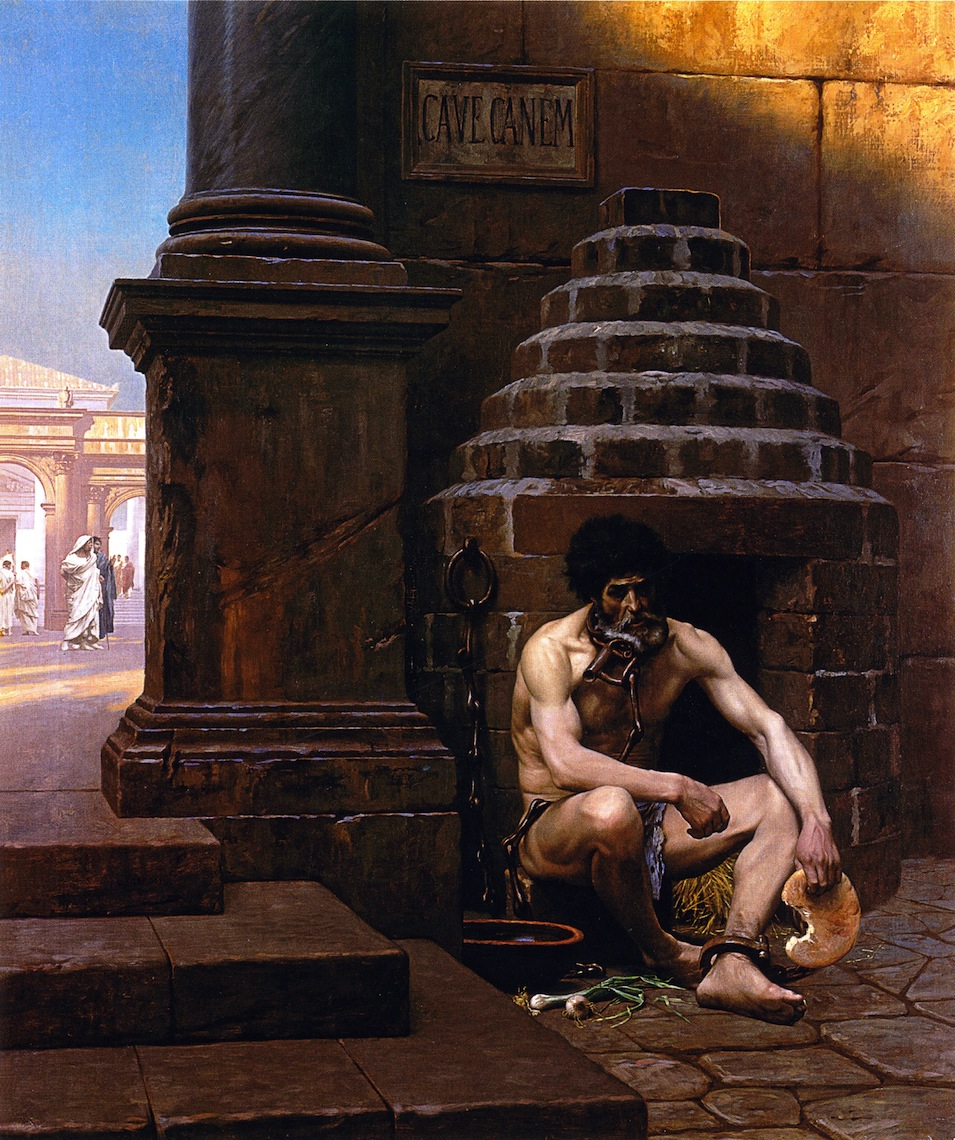
Cave canem. Quadro representando um prisioneiro de guerra sendo tratado como um cão em Roma. Jean-Leon Gerome, 1881